# Penstemon absarokensis
Penstemon absarokensis är en grobladsväxtart som beskrevs av E.F. Evert. Penstemon absarokensis ingår i släktet penstemoner, och familjen grobladsväxter. Inga underarter finns listade i Catalogue of Life.